# 라가시 홈

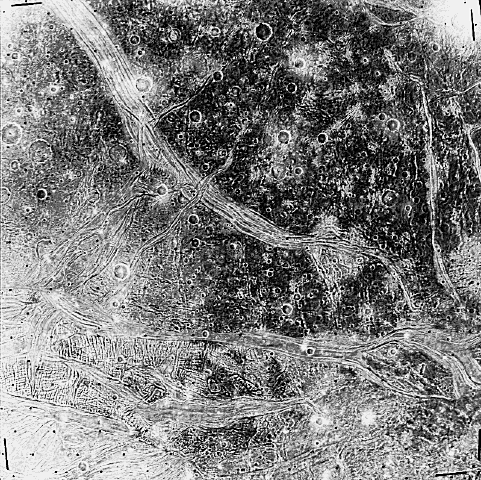
라가시 홈의 모습.

라가시 홈(Lagash Sulcus)는 목성의 위성인 가니메데에 있는 지역으로 홈 모양의 밝은 지형이다. 길이는 1,575km이다.